# Петрич, Неманья
Нема́нья Пе́трич (серб. Немања Петрић; род. 28 июля 1987, Приеполе, Титово-Ужице) — сербский волейболист, доигровщик сборной Сербии и клуба «Спор Тото». Бронзовый призёр чемпионата Европы 2013 и 2017, трехкратный серебряный призёр Мировой лиги (в 2008 и 2009 участвовал только в матчах интерконтинентального раунда, 2015); чемпион Черногории 2007/2008 и двукратный обладатель Кубка Черногории (2008, 2009) в составе клуба «Будучност»; серебряный призёр чемпионата Италии 2013/2014 в составе команды «Перуджа», двукратный обладатель Кубка Италии в составе «Модены» (2015, 2016).

## Участие в международных турнирах
Для Мировой лиги указано место проведения «финала шести».
| Год  | Турнир           | Место проведения | Результат |
| ---- | ---------------- | ---------------- | --------- |
| 2008 | Мировая лига     | Бразилия         | 2 место   |
| 2009 | Мировая лига     | Сербия           | 2 место   |
| 2009 | Чемпионат Европы | Турция           | 5 место   |
| 2012 | Мировая лига     | Болгария         | 9 место   |
| 2013 | Мировая лига     | Аргентина        | 8 место   |
| 2013 | Чемпионат Европы | Дания · Польша   | 3 место   |
| 2014 | Мировая лига     | Италия           | 6 место   |
| 2014 | Чемпионат мира   | Польша           | 9 место   |
| 2015 | Мировая лига     | Сербия           | 2 место   |
| 2017 | Чемпионат Европы | Польша           | 3 место   |